# 索氏準舌唇魚
索氏準舌唇魚（学名：Lobocheilos thavili）为輻鰭魚綱鯉形目鲤科準舌唇魚属的鱼类。分布於亞洲泰國湄南河流域，棲息在中底層水域。

## 扩展阅读
維基物種上的相關：索氏準舌唇魚